# Volta femenina a Guatemala
La Volta femenina a Guatemala és una cursa femenina de ciclisme per etapes que es celebra anualment a Guatemala des de l'any 2021. Està integrada dins el calendari femení de l'UCI com a cursa 2.2. des de l'any 2018, anteriorment era una cursa de categoria nacional. La primera vencedora fou la mexicana Gabriela González de Ferrat.

## Palmarès
| Any  | Vencedor                  | Segon                     | Tercer                 |         |
| ---- | ------------------------- | ------------------------- | ---------------------- | ------- |
| 2001 | Gabriela González         | Verónica Leal             | María Dolores Molina   |         |
| 2002 | Gabriela González         |                           |                        |         |
| 2003 | Evelyn García Marroquín   | Karen Matamoros           |                        |         |
| 2004 | Sindy Morales             |                           |                        |         |
| 2005 | María Dolores Molina      |                           |                        |         |
| 2006 | María Dolores Molina      |                           |                        |         |
| 2007 | Adriana Rojas             | Sindy Morales             | Victoria Galvis        |         |
| 2008 | Adriana Tovar             | Adriana Rojas             | Damaris Gutiérrez      |         |
| 2009 | Evelyn García Marroquín   | Adriana Rojas             | Sindy Morales          |         |
| 2010 | Evelyn García Marroquín   | Ana Teresa Casas          | Magdalena Angulo       |         |
| 2011 | Verónica Leal             | Mayra Del Rocio           | Erika Yépez            |         |
| 2012 | Cynthia Eugenia Lee Lopez | Sindy Morales             | Heather Fischer        |         |
| 2013 | Cynthia Eugenia Lee Lopez | Mariela Florinda Rodas    | Florinda De León       |         |
| 2014 | Emelyn Galicia            | Gabriela Soto             | Mariela Florinda Rodas |         |
| 2015 | Florinda De León          | Gabriela Soto             | Emelyn Galicia         |         |
| 2016 | Cynthia Eugenia Lee Lopez | Paula Guillen             | Angie Gómez            |         |
| 2017 | Gabriela Soto             | Cynthia Eugenia Lee Lopez | Florinda De León       |         |
| 2018 | Marcela Prieto            | Flávia Oliveira           | Blanca Moreno          |         |
| 2019 | Blanca Moreno             | Andrea Ramirez Fregoso    | Estefanía Herrera      |         |
| 2020 | suspesa                   | suspesa                   | suspesa                | suspesa |
| 2021 | Lorena Colmenares         | Miryam Núñez              | Blanca Moreno          |         |
| 2022 | suspesa                   | suspesa                   | suspesa                | suspesa |
| 2023 | Lilibeth Chacón García    | Karen Villamizar          | Gabriela Soto          |         |
| 2024 | Valentina Basilico        | Lina Maria Rojas          | Natalia Garzon         |         |